# Пижемское городище
Пи́жемское городи́ще — археологический памятник, укреплённое городище в Греховском сельском поселении Советского района Кировской области.

## Описание
Городище расположено у бывшей деревни Городище на правом берегу реки Вятка недалеко от впадения в неё Пижмы в 6 верстах от Советска. Ограничено с одной стороны крутым обрывом к Вятке, с другой — таким же крутым оврагом, а с напольной стороны — земляным валом высотой 4,5 м, рвом глубиной 1,5 м. Выбор места для городища предусматривал его обороноспособность, хорошо просматривались обе реки, которые были в ту пору единственными торговыми и военными путями.

## История и изучение
Городище раскапывалось несколько раз: в 1866 П. В. Алабиным, в 1888 А. А. Спицыным, в 1906 А. С. Лебедевым и в 1928 Институтом антропологии, экспедицией которого руководил Б. С. Жуков.
Ещё до первых раскопок площадка была изрыта крестьянами, которые искали клады и добывали кости животных — кости десятками пудов отправлялись в Кукарку. Не считая костей и керамики, число находок на городище достигает 2000. Обилие костей животных, обломков посуды, орудий труда свидетельствует о длительном пребывании тут людей, причём нет нейтральных слоёв: со времён Ананьинской культуры до X-XI вв н. э. перерыва в обитании не было.
На городище была найдена античная гемма с изображением женской головы.